# Doúli
Doúli, en grec moderne : Δούλι, est un village du dème de Gortyne, dans le district régional de Héraklion, de la Crète, en Grèce. Selon le recensement de 2011, la population de Doúli compte 142 habitants.
Le village est situé à une distance de 28,8 km de Héraklion et à une altitude de 440 mètres. 

## Histoire
La première référence à Doúli est faite dans un document des Archives Ducales de Chandakas, en 1372. En 1583, il est mentionné dans le recensement de Castrofilaca sous le nom Dugli avec 63 habitants.